# Fietsenstalling

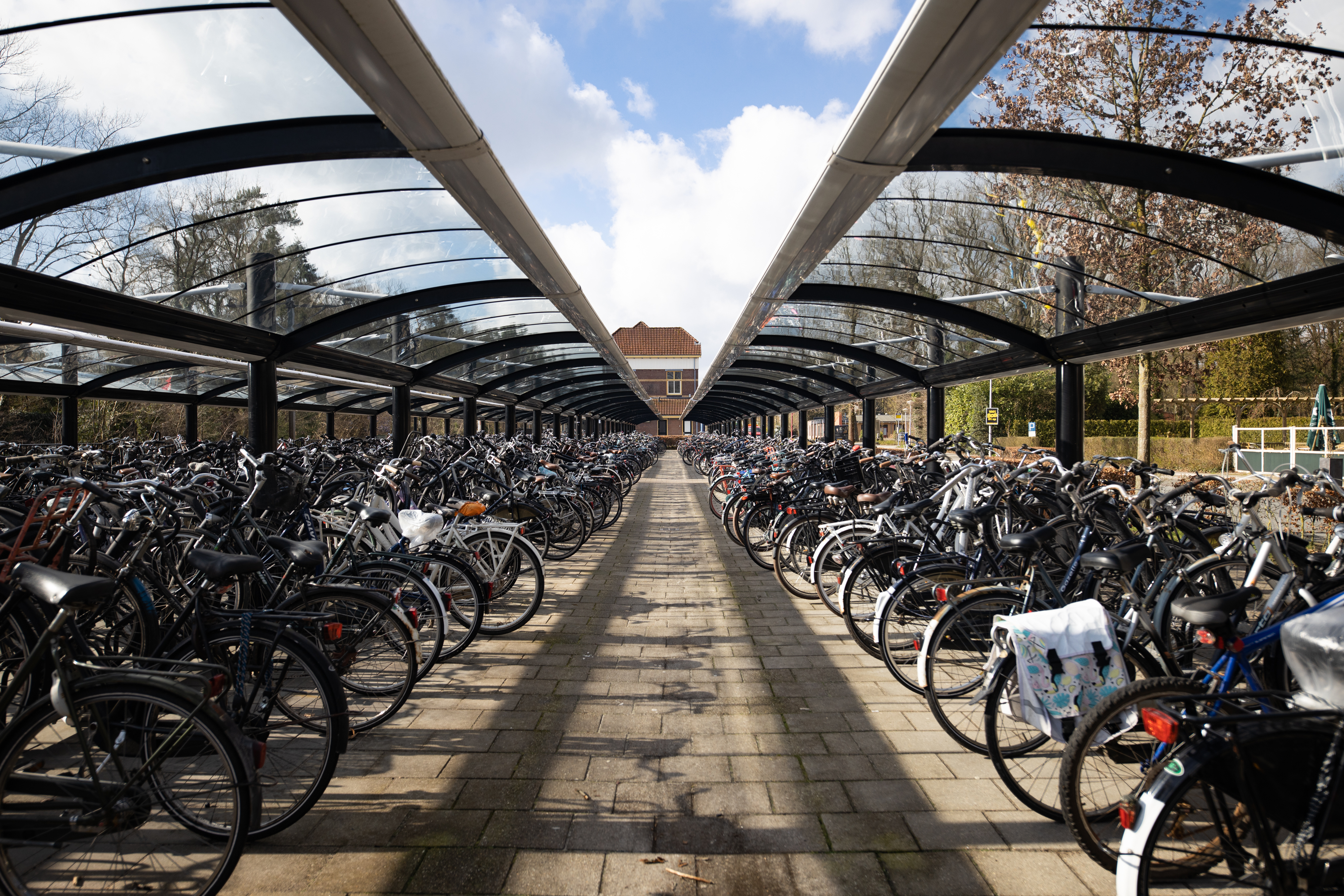
Fietsenstalling bij station Ommen.

Een fietsenstalling, soms ook wel rijwielstalling genoemd,  is een al dan niet overdekte plaats waar fietsen gestald of in bewaring gegeven kunnen worden. Naast privé-stallingen zijn er openbare bewaakte en onbewaakte stallingen. In een fietsenstalling worden de fietsen meestal geparkeerd in of aan een fietsklem of in een fietsenrek. In sommige Nederlandse plaatsen zijn in woonwijken fietstrommels geplaatst waarin bewoners hun fiets kunnen stallen. Hiervoor dient doorgaans een abonnement te worden afgesloten. Naast fietsenstallingen bestaan er fietskluizen, overdekte en afsluitbare fietsenstallingen.
De grootste fietsenstalling ter wereld is de Fietsenstalling Stationsplein bij station Utrecht Centraal.

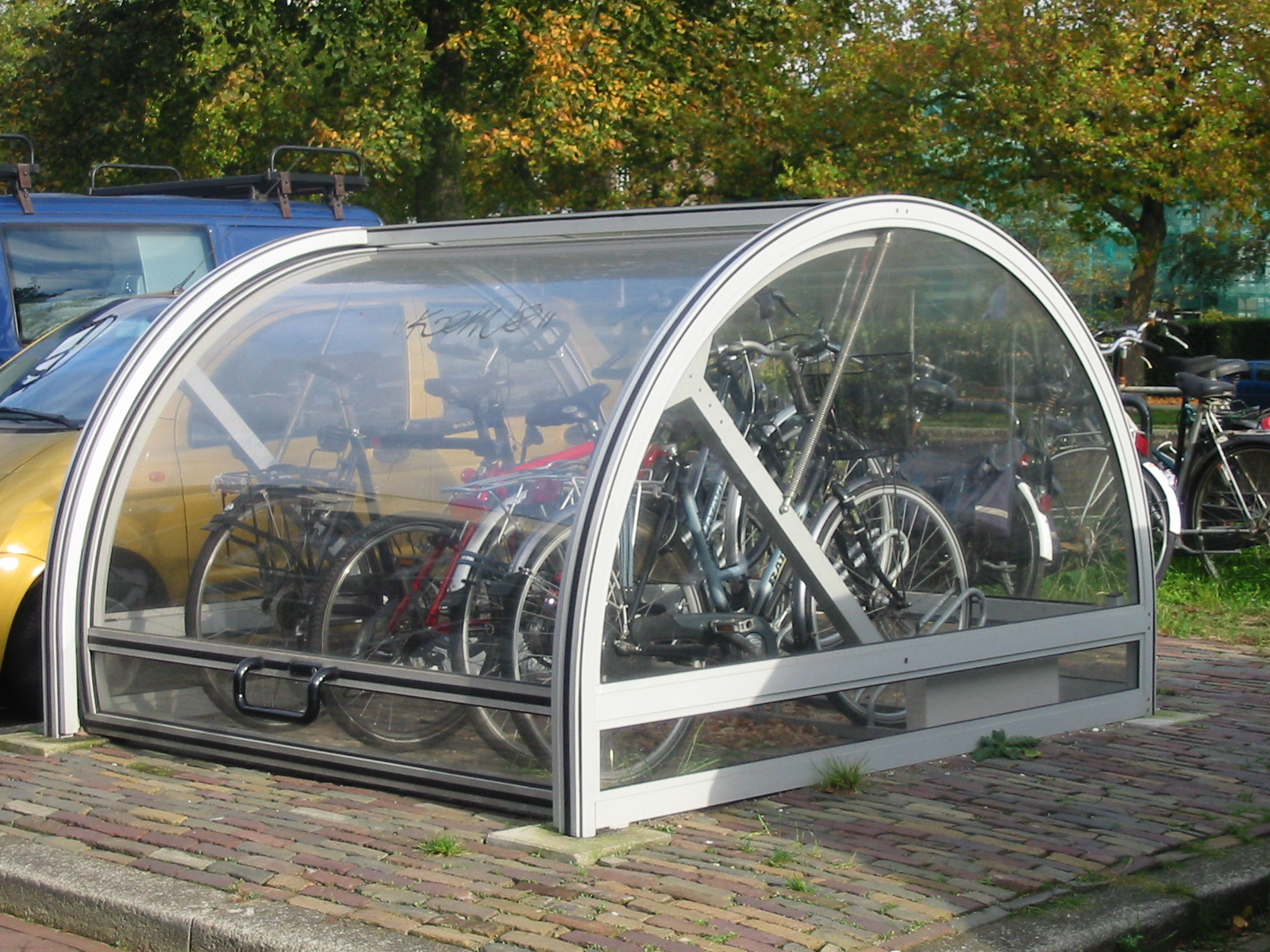
Fietstrommel van kunststof
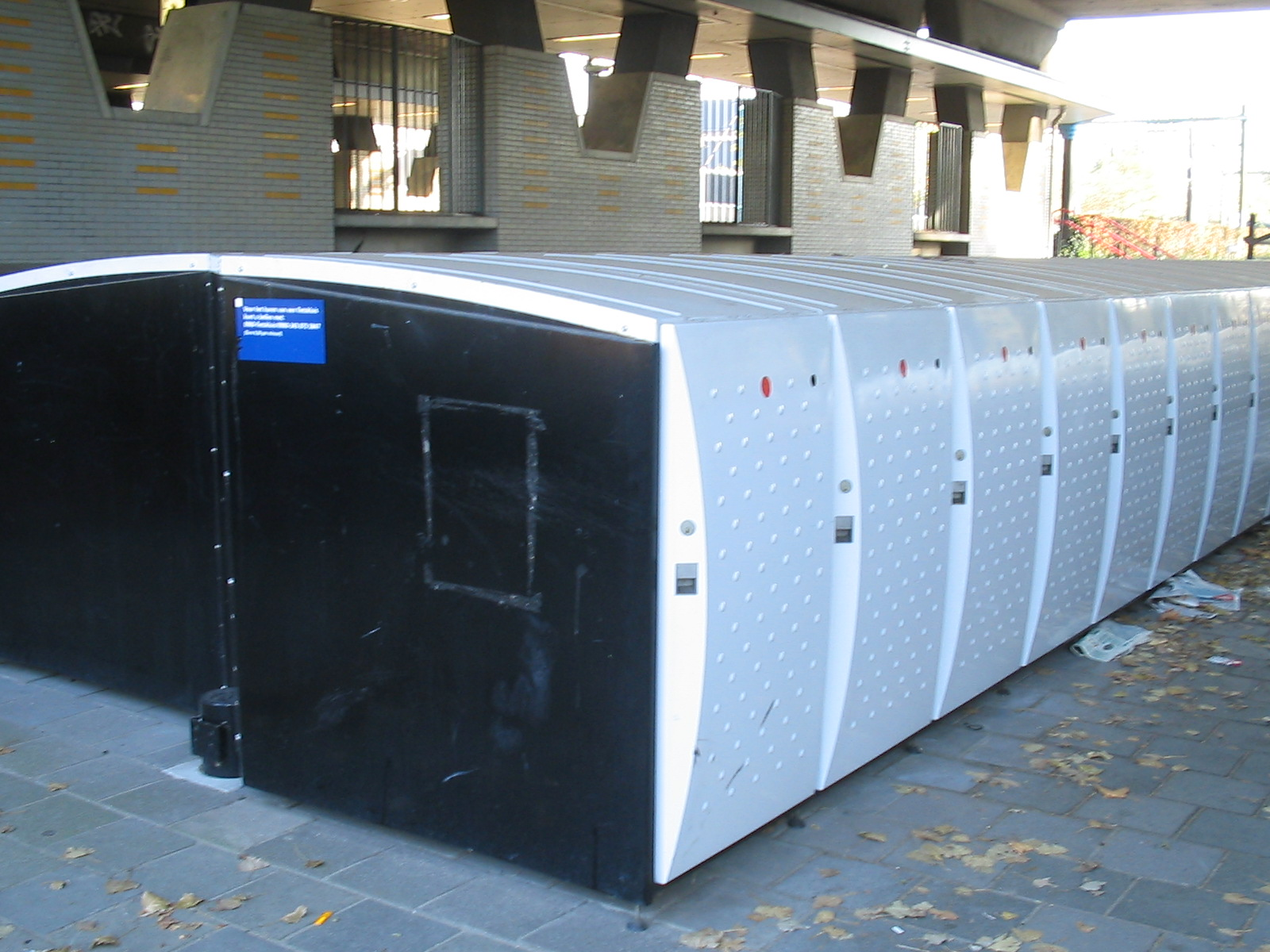
Fietskluizen
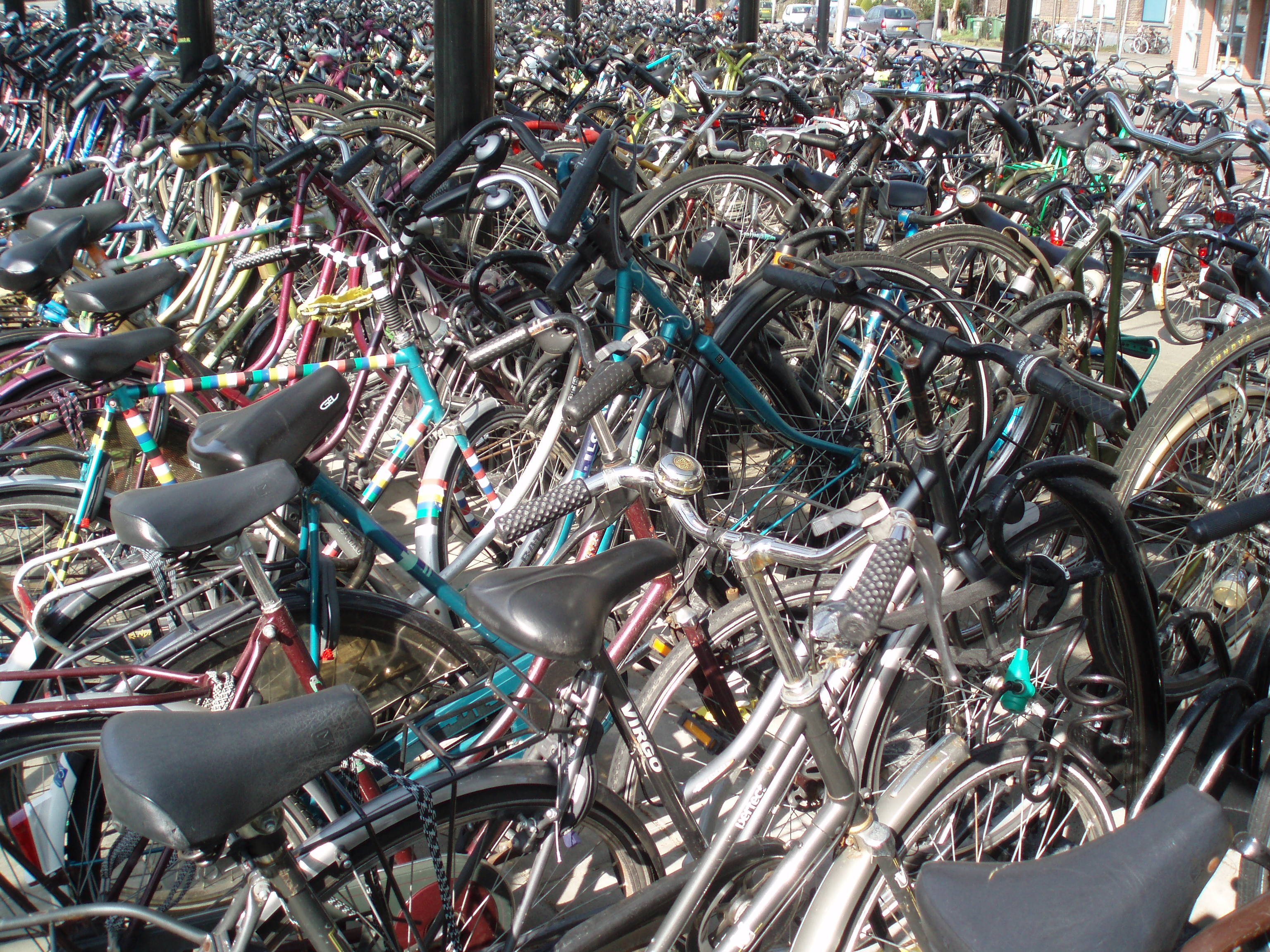
Fietsenstalling bij Station Zwolle
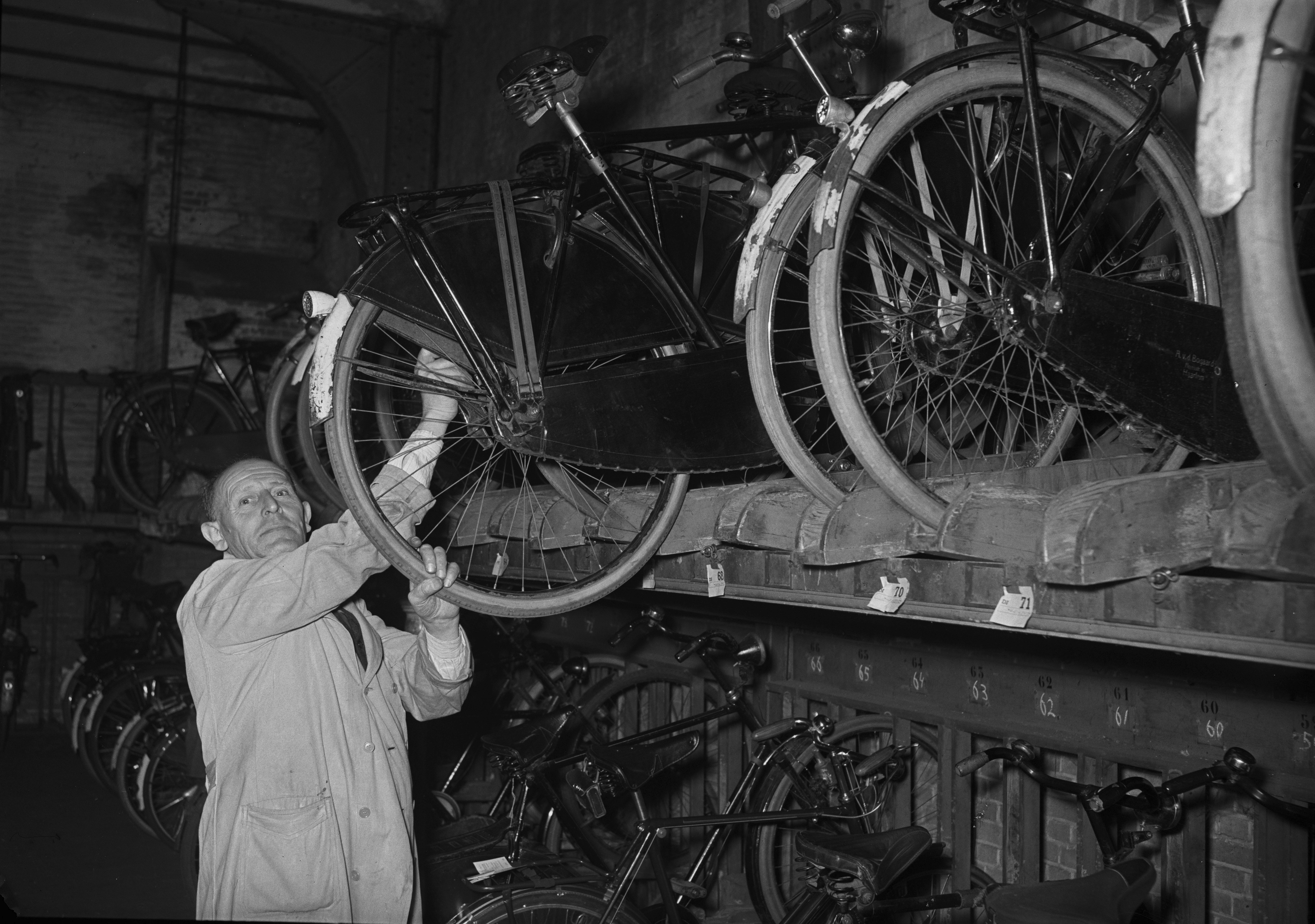
Rijwielstalling bij station Haarlem in 1952

## Invloed van fietsenstallingen op fietsgebruik
Uit onderzoek blijkt dat het gebruik van de fiets, in combinatie met het openbaar vervoer in sterke mate afhangt van de beschikbaarheid van voldoende fietsenstallingen bij een treinstation. In veel steden is er een tekort aan stallingsruimte bij de stations.
In Apeldoorn is getest wat de effecten waren van een gratis bewaakte fietsenstalling. Uit het onderzoek bleek onder meer:
- Het gebruik van de gratis stallingen in Apeldoorn steeg in negen maanden naar meer dan 245.000 stallers, een stijging van 70% ten opzichte van de periode dat betaald moest worden voor het stallen.
- 11% van de klanten die in Apeldoorn gebruikmaken van de gratis bewaakte fietsenstalling, laat nu de auto staan.
- Door het gratis stallen in Apeldoorn is het aantal geregistreerde fietsendiefstallen met 25% gedaald.

## Ondergrondse stallingen
Tegenwoordig is er een trend naar ondergrondse fietsenstallingen om de overlast van 'wild' gestalde fietsen aan te pakken en naar allerlei geautomatiseerde fietsenstallingssystemen.

## Fietsflat

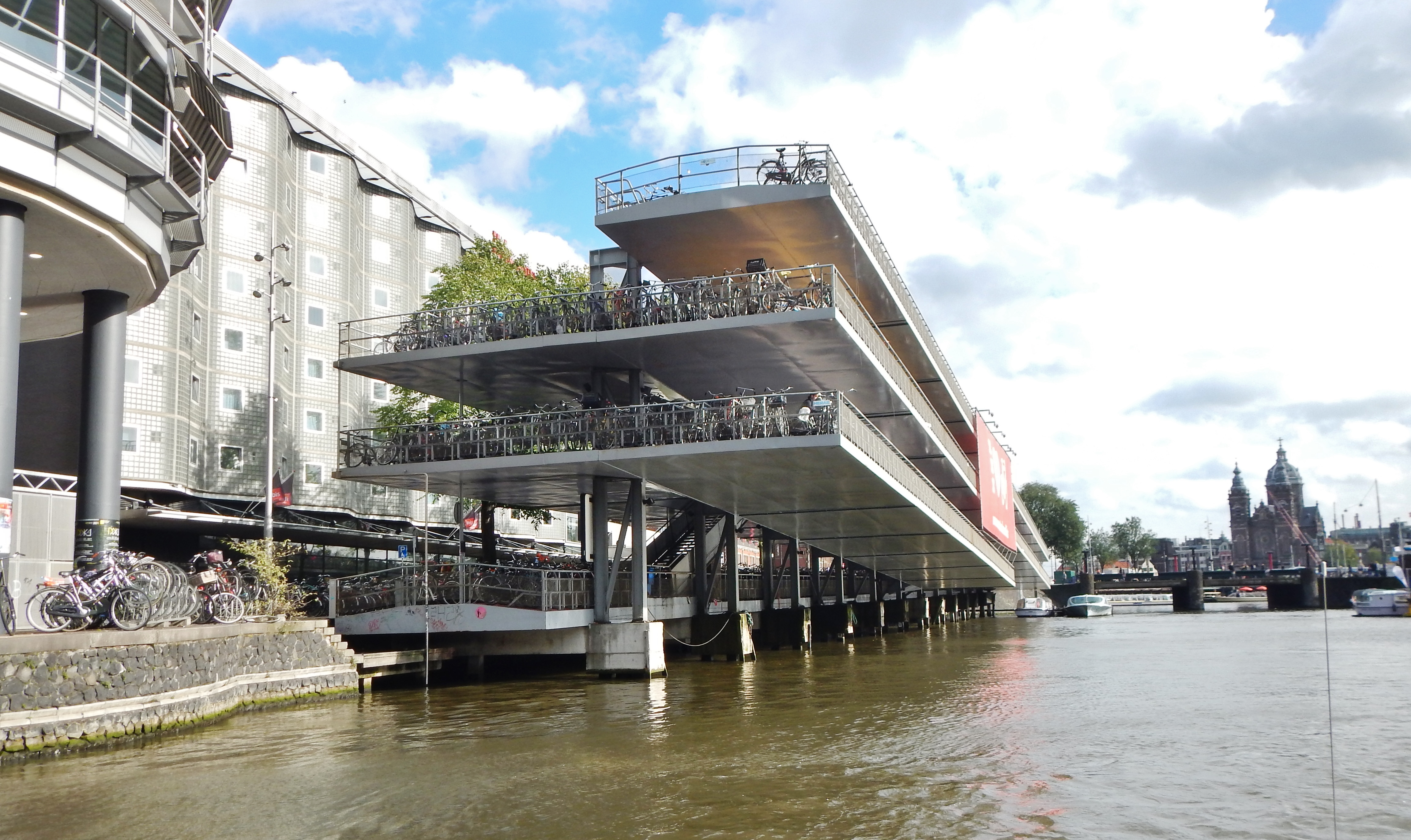
De fietsflat bij station Amsterdam Centraal

Sinds 2001 staat voor station Amsterdam Centraal de eerste fietsenstalling die als zelfstandig bouwwerk is vormgegeven: de fietsflat. Het betreft hier een tijdelijke stalling die bestaat uit een serie hellingen met shortcuts zodat opslag, stallen en weer wegrijden zo efficiënt mogelijk georganiseerd wordt. Met een totale oppervlakte van 3000 m² biedt het gebouw plaats aan zo'n 2500 fietsen. Naast een fietsenstalling is de fietsflat vanwege de typisch Nederlandse symboliek ook een populaire toeristische attractie gebleken. Het ontwerp van de eerste fietsflat was in 2001 genomineerd voor de NAi architectuurprijs.

## Fietsenstalling Stationsplein (Amsterdam)
Ter vervanging van de fietsflat is in januari 2023 de Fietsenstalling Stationsplein geopend, onder het water van het Open Havenfront tussen het Stationsplein en de Prins Hendrikkade. De stalling biedt plaats aan 7000 fietsen.

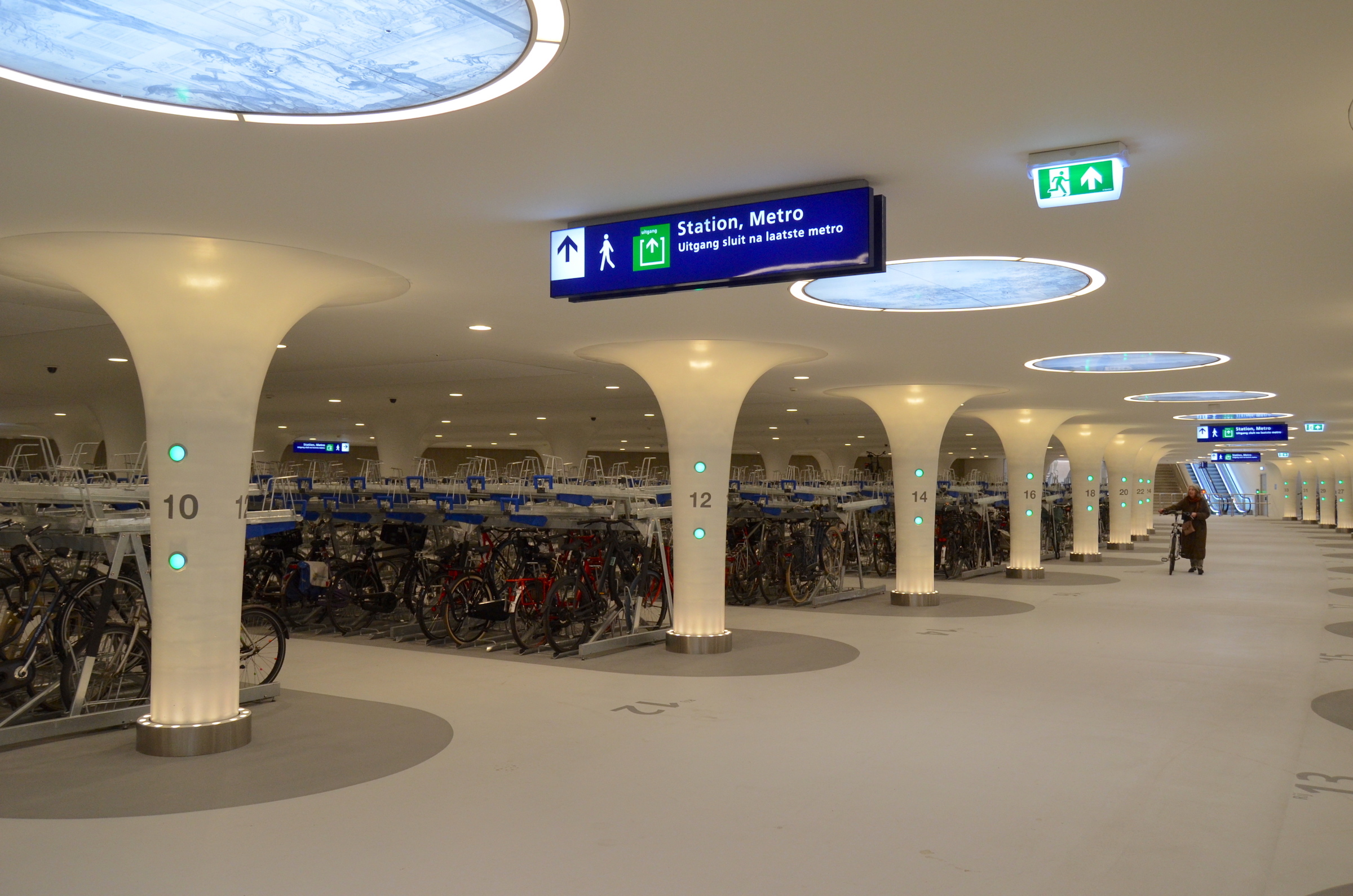
Fietsenstalling voor Station Amsterdam Centraal; interieur
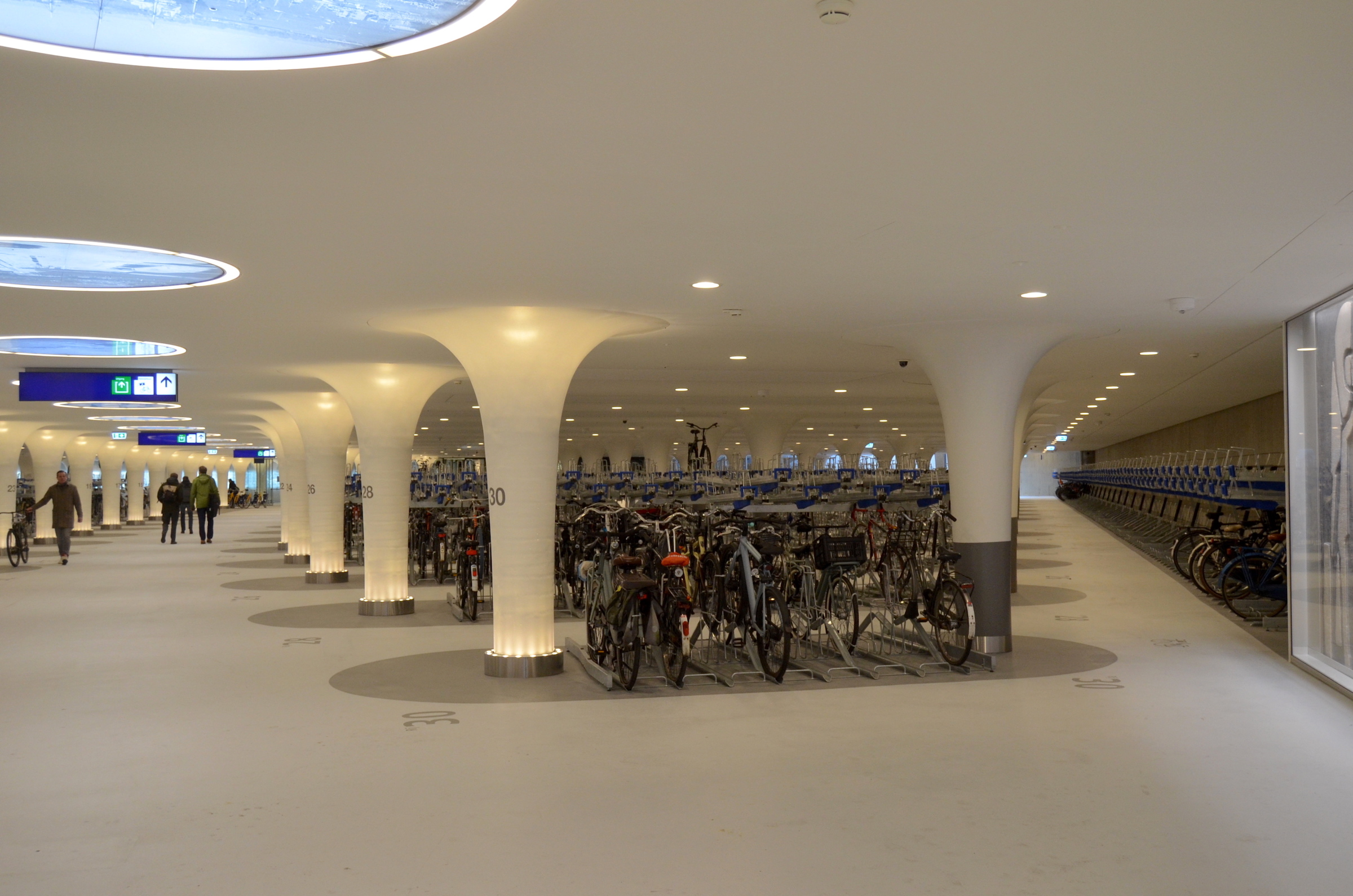
Fietsenstalling voor Station Amsterdam Centraal; interieur
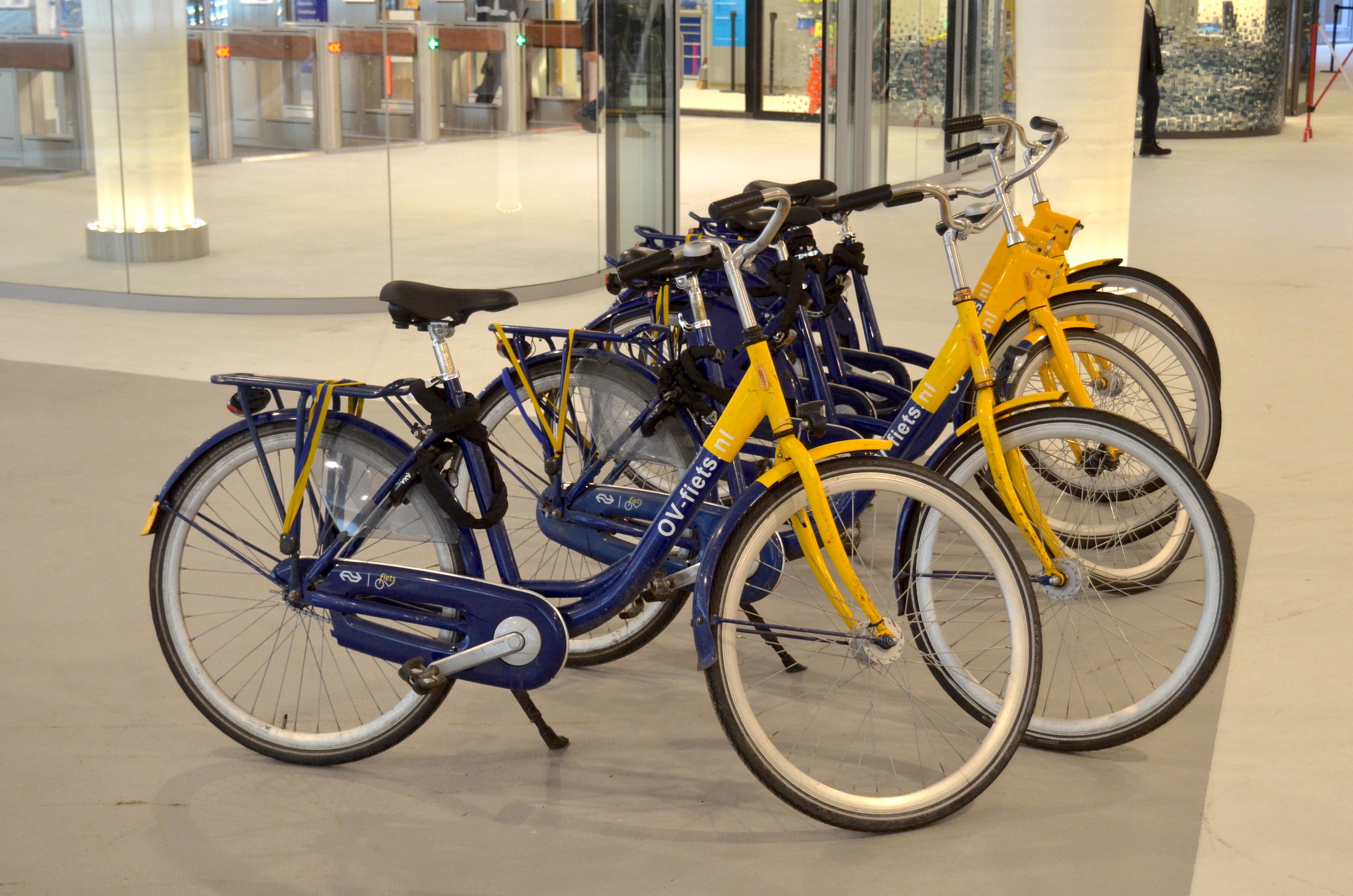
Fietsenstalling bij Station Amsterdam Centraal; interieur met OV-fietsen